# Johnius amblycephalus
Johnius amblycephalus är en fiskart som först beskrevs av Bleeker, 1855.  Johnius amblycephalus ingår i släktet Johnius och familjen havsgösfiskar. Inga underarter finns listade i Catalogue of Life.